# 帷子町
帷子町（かたびらちょう）は神奈川県横浜市保土ケ谷区の町名。現行行政地名は帷子町1丁目及び帷子町2丁目（字丁目）。住居表示未実施区域。

## 地理
保土ヶ谷区の南東部に位置し、南東に岩井町、南西に保土ケ谷町、北西に霞台と月見台、北東に岩間町と接している。

## 歴史

### 沿革
- 1927年（昭和2年）4月1日 - 橘樹郡保土ケ谷町が横浜市に編入し、旧・大字帷子をもって帷子町を設置[6]。当時の帷子町は下記各町、さらにそれらから分離した各町の範囲（現・保土ケ谷区の北東部）も含んでいた。
- 1927年（昭和2年）10月1日 - 帷子町の一部を天王町、宮田町、峰岡町の各町へ編入。神戸町の一部を編入する[7]。また、保土ケ谷区の区制施行により、保土ケ谷区帷子町となる[8]。
- 1932年（昭和7年）2月15日 - 帷子町の一部を神戸上町へ編入し、保土ケ谷町の一部を編入する[8]。
- 1940年（昭和15年）11月1日 - 帷子町の一部を月見台、岩間町の各町へ編入し、岩間上町、神戸上町の各一部を編入する[9]。
- 1969年（昭和44年）10月1日 - 行政区再編成に伴い旧保土ケ谷区を廃止し、新たに保土ケ谷区へ編入する[10]。

### 町名の変遷
| 実施後 | 実施年月日              | 実施前（各町名ともその一部） |
| ------ | ----------------------- | ---------------------------- |
| 帷子町 | 1927年（昭和2年）4月1日 | 大字帷子                     |

## 世帯数と人口
2025年（令和7年）4月30日現在（横浜市発表）の世帯数と人口は以下の通りである。
| 丁目        | 世帯数  | 人口    |
| ----------- | ------- | ------- |
| 帷子町1丁目 | 373世帯 | 689人   |
| 帷子町2丁目 | 464世帯 | 703人   |
| 計          | 855世帯 | 1,487人 |

### 人口の変遷
国勢調査による人口の推移。
| 年                 | 人口  |
| ------------------ | ----- |
| 1995年（平成7年）  | 929   |
| 2000年（平成12年） | 1,320 |
| 2005年（平成17年） | 1,402 |
| 2010年（平成22年） | 1,371 |
| 2015年（平成27年） | 1,393 |
| 2020年（令和2年）  | 1,445 |

### 世帯数の変遷
国勢調査による世帯数の推移。
| 年                 | 世帯数 |
| ------------------ | ------ |
| 1995年（平成7年）  | 430    |
| 2000年（平成12年） | 641    |
| 2005年（平成17年） | 681    |
| 2010年（平成22年） | 661    |
| 2015年（平成27年） | 718    |
| 2020年（令和2年）  | 784    |

## 学区
市立小・中学校に通う場合、学区は以下の通りとなる（2024年11月時点）。
| 丁目        | 番地 | 小学校                 | 中学校             |
| ----------- | ---- | ---------------------- | ------------------ |
| 帷子町1丁目 | 全域 | 横浜市立保土ケ谷小学校 | 横浜市立岩崎中学校 |
| 帷子町2丁目 | 全域 | 横浜市立保土ケ谷小学校 | 横浜市立岩崎中学校 |

## 事業所
2021年（令和3年）現在の経済センサス調査による事業所数と従業員数は以下の通りである。
| 丁目        | 事業所数  | 従業員数 |
| ----------- | --------- | -------- |
| 帷子町1丁目 | 90事業所  | 616人    |
| 帷子町2丁目 | 65事業所  | 554人    |
| 計          | 155事業所 | 1,170人  |

### 事業者数の変遷
経済センサスによる事業所数の推移。
| 年                 | 事業者数 |
| ------------------ | -------- |
| 2016年（平成28年） | 163      |
| 2021年（令和3年）  | 155      |

### 従業員数の変遷
経済センサスによる従業員数の推移。
| 年                 | 従業員数 |
| ------------------ | -------- |
| 2016年（平成28年） | 1,208    |
| 2021年（令和3年）  | 1,170    |

## 施設
- 東京国税局 保土ケ谷税務署
- 横浜銀行 保土ケ谷支店
- ココカラファイン 保土ヶ谷店

## その他

### 日本郵便
- 郵便番号 : 240-0013[3]（集配局：保土ヶ谷郵便局[20]）

### 警察
町内の警察の管轄区域は以下の通りである。
| 丁目        | 番・番地等 | 警察署         | 交番・駐在所 |
| ----------- | ---------- | -------------- | ------------ |
| 帷子町1丁目 | 全域       | 保土ケ谷警察署 | 岩間町交番   |
| 帷子町2丁目 | 全域       | 保土ケ谷警察署 | 岩間町交番   |